# Pere Gimferrer
Pere Gimferrer i Torrens (* 22. Juni 1945 in Barcelona) ist ein katalanischer Schriftsteller in katalanischer und spanischer Sprache. Als Lyriker, Essayist und Übersetzer gehört er zu den einflussreichsten katalanischen und spanischen Autoren der Gegenwart. 

## Leben und Werk
Pere Gimferrer trat in den 1960er Jahren als einer der führenden Vertreter der Novísimos mit Gedichten in spanischer Sprache hervor. Seit 1971 erscheint auch seine katalanische Lyrik. Mit regelmäßigen Artikeln für Tageszeitungen, literarischen Essays, Künstlermonographien sowie als Programmverantwortlicher des renommierten Verlags Seix Barral (Barcelona) sowie als ausgewiesener Cineast gilt Gimferrer seit Jahrzehnten als eine der anerkanntesten literarischen Persönlichkeiten Kataloniens.
Seine Gedichte sind komplexe Sprachgebilde, in denen sich die Unmittelbarkeit der sinnlichen Erfahrung und die theoretische Auseinandersetzung mit den Möglichkeiten ihrer Vermittlung überlagern und gegenseitig bedingen. Gimferrers vielstimmige, anspielungsreiche Lyrik unternimmt den Versuch, die Kluft zwischen Subjekt und Objekt durch den poetischen Akt zu überwinden. In seinen Essays und Monographien beobachtet er kritisch das kulturelle Geschehen der vergangenen Jahrzehnte und die Rolle der Intellektuellen in der Gesellschaft.

## Werke (Auswahl)
- Mensaje del Tetrarca (Gedichte, sp., 1963)
- Arde el mar (Gedichte, sp., 1966)
- La muerte en Beverly Hills (Gedichte, sp., 1968)
- Els miralls (Gedichte, kat., 1970)
- Hora foscant (Gedichte, kat., 1972)
- Foc cec (Gedichte, kat., 1973)
- Antoni Tàpies i l’esperit català (Monographie, kat., 1974)
- L’espai desert (Gedichte, kat., 1977)
- Max Ernst o la dissolució de la identitat (Monographie, kat., 1977)
- Miró: colpir sense nafrar (Monographie, kat., 1978)
- Mirall, espai, aparicions (Gedichte, kat., 1981)
- Dietari 1979-1980 (Tagebücher, kat., 1981)
- Segon dietari 1980-1982 (Tagebücher, kat., 1982)
- Fortuny (Roman, kat., 1983)
- Giorgio De Chirico (Monographie, sp., 1988)
- El vendaval (Gedichte, kat., 1989)
- La llum (Gedichte, kat., 1991)
- Mascarada (Gedichte, sp., 1996)
- Obra completa Bd. I–V (1996/97)
- L'agent provocador (Essays, kat., 1998)
- El diamant dins l’aigua (Gedichte, kat., 2001)
- Amor en vilo (Gedichte, sp., 2006).

## Ins Deutsche übersetzte Werke
- Antoni Tapies und der Geist Kataloniens. Propyläen Verlag, 1982
- Max Ernst. Klett-Cotta, Stuttgart 1989
- Die Spiegel. Der öde Raum (Els miralls. L’espai desert). Kat./Dt. Aus dem Katalanischen von Àxel Sanjosé. Edition Lyrik Kabinett bei Hanser, München 2007. ISBN 978-3-446-20966-4

## Auszeichnungen (Auswahl)
- Premio Nacional de Poesía (1966)
- Lletra d’Or (1977)
- Premi Ciutat de Barcelona (1981 und 1989)
- Ernennung zum Mitglied der Real Academia Española (1985)
- Creu de Sant Jordi (1988) (höchster Verdienstorden der katalanischen Regierung)
- Premi de la Institució de les Lletres Catalanes (1997)
- Premio Nacional de las Letras Españolas (1998)
- Ernennung zum Mitglied der Reial Acadèmia de Bones Lletres de Barcelona (1998)
- Premio Reina Sofía de Poesía Iberoamericana (2000)
- Premio de Ensayo Octavio Paz (2006)
- Premi Internacional Terenci Moix (2007)